# Вероника монтиевидная
Веро́ника монтиеви́дная (лат. Veronica montioides) — однолетнее травянистое растение, вид рода Вероника (Veronica) семейства Подорожниковые (Plantaginaceae).

## Распространение и экология
Территория бывшего СССР: вся горная часть Средней Азии (кроме Памира), Малый Кавказ; Азия: Турция, Сирия, Иран (северная половина), Афганистан, Китай (самые западные части Джунгарии и Кашгарии), Монголия (Могольский Алтай, река Шами).
Произрастает в ручьях, в тенистых ущельях; от нижнего пояса до 2500 м над уровнем моря.

## Ботаническое описание
Стебли высотой 5—10 см, неветвистые или слабо ветвистые, у основания восходящие или приподнимающиеся.
Нижние листья черешчатые или суженные к основанию, яйцевидные, длиной 1—15 мм, шириной 8—10 мм, тонкие, цельнокрайные. Верхние — сидячие, яйцевидные или эллиптические, иногда полустеблеобъемлющие, цельнокрайные или неясно зубчатые.
Кисть 6—12-цветковая; прицветники продолговато-яйцевидные, короче цветоножек; цветоножки тонкие, вверх торчащие, позднее почти горизонтально отклонённые, длиннее прицветников. Чашечка с широкояйцевидными или яйцевидно-эллиптическими, туповатыми долями, длиной 2 мм, шириной 1 мм, несколько превышающими коробочку; венчик голубой, незначительно превышает чашечку. Завязь в верхней части слегка ресничатая.
Коробочка длиной около 3,5 мм, почти округлая, несколько сжатая с боков. Семена многочисленные, мелкие.

## Таксономия
Вид Вероника монтиевидная входит в род Вероника (Veronica) семейства Подорожниковые (Plantaginaceae) порядка Ясноткоцветные (Lamiales).
|  |                                      |  |                                                             |                                                             |                          |  | ещё 21 семейство (согласно Системе APG II) | ещё 21 семейство (согласно Системе APG II) |                           |  |  |  | ещё от 300 до 500 видов |
|  |                                      |  |                                                             |                                                             |                          |  | ещё 21 семейство (согласно Системе APG II) | ещё 21 семейство (согласно Системе APG II) |                           |  |  |  | ещё от 300 до 500 видов |
|  |                                      |  |                                                             | порядок Ясноткоцветные                                      |                          |  |                                            |                                            | род Вероника              |  |  |  |                         |
|  |                                      |  |                                                             | порядок Ясноткоцветные                                      |                          |  |                                            |                                            | род Вероника              |  |  |  |                         |
|  | отдел Цветковые, или Покрытосеменные |  |                                                             |                                                             | семейство Подорожниковые |  |                                            |                                            | вид Вероника монтиевидная |  |  |  |                         |
|  | отдел Цветковые, или Покрытосеменные |  |                                                             |                                                             | семейство Подорожниковые |  |                                            |                                            |                           |  |  |  |                         |
|  |                                      |  | ещё 44 порядка цветковых растений (согласно Системе APG II) | ещё 44 порядка цветковых растений (согласно Системе APG II) |                          |  |                                            | ещё 90 родов                               | ещё 90 родов              |  |  |  |                         |
|  |                                      |  |                                                             | ещё 44 порядка цветковых растений (согласно Системе APG II) |                          |  |                                            |                                            | ещё 90 родов              |  |  |  |                         |